# Nicolae Tomaziu
Nicolae Tomaziu (n. 26 februarie 1916, Păltiniș, județul Botoșani - d. 26 octombrie 2017, Iași ) a fost cel mai vârstnic deținut politic al lagărelor comuniste din România și ultimul supraviețuitor care a muncit la Canalul Dunăre-Marea Neagră. În 1947 a protestat alături de mai mulți studenți împotriva regimului și a fost arestat pentru uneltire împotriva ordinii sociale. După 7 ani de închisoare la Aiud, Văcărești și Canalul Morții, în 1954 a fost eliberat. În anul 1957 s-a căsătorit cu Magdalena, o pictoriță ce a avut și ea probleme cu autoritățile. Împreună au construit o casă la Codlea, unde au locuit până în 2001, când soția a decedat. Din anul 2014 s-a retras la Mănăstirea Caraiman.
În anul 2016 a fost decorat de Președintele României, Klaus Iohannis, cu Ordinul Național „Serviciul Credincios” în grad de cavaler.